# سیلویا دربز
لوسیل سیلویا دربز آمزکیتا (به انگلیسی: Lucille Silvia Derbez Amézquita) معروف به سیلویا دربز (زاده ۸ مارس ۱۹۳۲ – درگذشته ۶ آوریل ۲۰۰۲) یک هنرپیشه سینما و تلویزیون مکزیکی بود. او در سال ۱۹۵۲ در مسابقه دوشیزه مکزیک شرکت کرد و مقام چهارم را کسب کرد.
سیلویا دربز در ۶ آوریل ۲۰۰۲، در سن ۷۰ سالگی، بر اثر سرطان ریه درگذشت.